# 8½
8½ is een Italiaans-Franse dramafilm uit 1963 onder regie van Federico Fellini.

Deze film over het gebrek aan inspiratie werd paradoxaal genoeg Fellini's beste en rijkste, vol meeslepende en indringende scènes en beelden. De fantasieën en groteske personages zouden later tot vervelens toe terugkeren, maar hebben hier niets van hun eerste verrassende werking verloren, want zijn functioneel in de schildering van een creatief gedachtenproces en geen doel op zich.
— Speelfilmencyclopedie

## Verhaal
De gevierde regisseur Guido Anselmi werkt aan een nieuw, groots filmproject, maar hij heeft een gebrek aan inspiratie. Om zijn schrijversblok te overwinnen trekt hij naar een kuuroord. Daar wordt hij echter voortdurend gestoord door zijn vrouw, zijn maîtresse en een schare ongeduldige acteurs. Aldus verzinkt hij in rêverieën over zijn kinderjaren en alle vrouwen in zijn leven. Dikwijls zijn Guido's fantasieën vervlochten met zijn werkelijke leven.

## Rolverdeling
| Acteur                  | Personage           |
| ----------------------- | ------------------- |
| Marcello Mastroianni    | Guido Anselmi       |
| Claudia Cardinale       | Claudia             |
| Anouk Aimée             | Luisa Anselmi       |
| Sandra Milo             | Carla               |
| Rossella Falk           | Rossella            |
| Barbara Steele          | Gloria Morin        |
| Madeleine Lebeau        | Madeleine           |
| Caterina Boratto        | Geheimzinnige vrouw |
| Eddra Gale              | La Saraghina        |
| Guido Alberti           | Pace                |
| Mario Conocchia         | Conocchia           |
| Bruno Agostini          | Bruno               |
| Cesarino Miceli Picardi | Cesarino            |
| Jean Rougeul            | Carini              |
| Mario Pisu              | Mario Mezzabotta    |

## Prijzen en nominaties
| Jaar | Prijs   | Categorie                        | Genomineerde(n)                                              | Uitslag     |
| ---- | ------- | -------------------------------- | ------------------------------------------------------------ | ----------- |
| 1964 | Oscars  | Beste niet-Engelstalige film     | 8½                                                           | Gewonnen    |
| 1964 | Oscars  | Beste kostuumontwerp - zwart-wit | Piero Gherardi                                               | Gewonnen    |
| 1964 | Oscars  | Beste regie                      | Federico Fellini                                             | Genomineerd |
| 1964 | Oscars  | Beste originele scenario         | Federico Fellini Ennio Flaiano Tullio Pinelli Brunello Rondi | Genomineerd |
| 1964 | Oscars  | Beste artdirection - zwart-wit   | Piero Gherardi                                               | Genomineerd |
| 1964 | BAFTA's | Beste buitenlandse film          | Federico Fellini Angelo Rizzoli                              | Genomineerd |

## Achtergrond
De film bevat een aantal autobiografische elementen, waarbij het hoofdpersonage fungeert als alter ego van Fellini. De titel verwijst naar het aantal films dat Fellini voorafgaand aan 8½ had geregisseerd; zes speelfilms, twee korte films en één film in samenwerking met andere regisseurs. Deze film is dus film nummer 8½ van Fellini.